# مارين باومان
مارين باومان (بالفرنسية: Marin Baumann)‏ هو لاعب كرة الريشة فرنسي، ولد في 1 فبراير 1992.

## وصلات خارجية
- مارين باومان على موقع BWF.tournamentsoftware.com (الإنجليزية)
- مارين باومان على موقع BWFbadminton.com (الإنجليزية)